# Porto-Lisbonne
Porto-Lisbonne (en portugais : Porto–Lisboa), est une ancienne course cycliste classique reliant Porto à Lisbonne au Portugal. Disputée depuis 1911, c'était l'épreuve classique la plus ancienne et la plus importante du Portugal après le Tour du Portugal (Volta a Portugal). Elle se déroulait généralement le 10 juin, le Jour du Portugal, en particulier dans ses dernières éditions. À partir de 1975, elle a été découpée en deux étapes parcourues le même jour et a commencé à perdre de la popularité. En raison de sa longueur (330-340 kilomètres), a été supprimée en 2004, par l'imposition des règlements de l'UCI.

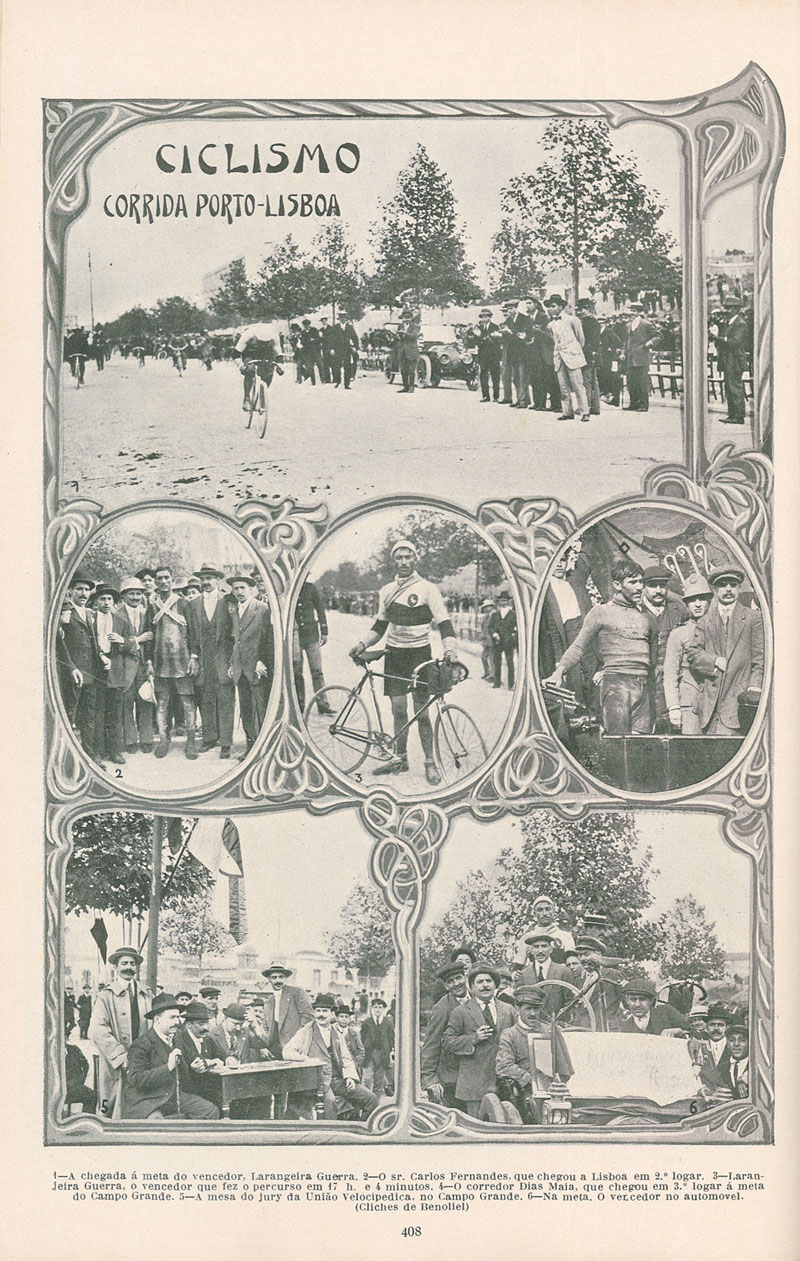
Illustração Portugueza (1912)

## Palmarès
Le palmarès de Porto-Lisbonne est le suivant :
| Année | Pays                     | Equipe                         |
| ----- | ------------------------ | ------------------------------ |
| 1911  | Charles George           | Lusitano                       |
| 1912  | Laranjeira Guerra        | Sporting Clube de Portugal     |
| 1913  | Joaquim Dias Maia        | Sporting Clube de Portugal     |
| 1923  | José Conceição           | Bombarralense                  |
| 1924  | José Conceição           | Bombarralense                  |
| 1925  | Anibal Carreto           | Individuel                     |
| 1926  | Anibal Carreto           | Individuel                     |
| 1927  | João Francisco           | Campo de Ourique               |
| 1928  | João Francisco           | Campo de Ourique               |
| 1932  | José Maria Nicolau       | Benfica                        |
| 1933  | João Francisco           | Campo de Ourique               |
| 1934  | José Maria Nicolau       | Benfica                        |
| 1935  | José Maria Nicolau       | Benfica                        |
| 1936  | Alfredo Trindade         | Sporting Clube de Portugal     |
| 1937  | José Brás Júnior         | Campo de Ourique               |
| 1938  | Filipe Melo              | Sporting Clube de Portugal     |
| 1939  | Ildefonso Rodrigues      | Sporting Clube de Portugal     |
| 1940  | Alfredo Oliveira         | Benfica                        |
| 1941  | Francisco Inácio         | Sporting Clube de Portugal     |
| 1942  | Eduardo Lopes            | Iluminante                     |
| 1949  | Fernando Moreira         | FC Porto                       |
| 1951  | Amândio Cardoso          | FC Porto                       |
| 1952  | Luciano Moreira de Sá    | FC Porto                       |
| 1953  | Luciano Moreira de Sá    | FC Porto                       |
| 1954  | Américo Raposo           | Sporting Clube de Portugal     |
| 1956  | Fernando Henriques Silva | Sangalhos                      |
| 1957  | Sousa Santos             | FC Porto                       |
| 1958  | Carlos Carvalho          | FC Porto                       |
| 1959  | Mário Sá                 | FC Porto                       |
| 1960  | Pedro Polainas           | FC Porto                       |
| 1961  | Azevedo Maia             | FC Porto                       |
| 1962  | Antonino Baptista        | Sangalhos                      |
| 1963  | João Roque               | Sporting Clube de Portugal     |
| 1964  | Alcino Rodrigo           | Benfica                        |
| 1965  | Miguel Pacheco           | FC Porto                       |
| 1966  | Joaquim Leão             | FC Porto                       |
| 1967  | Walter Godefroot         | Flandria                       |
| 1968  | Eric Leman               | Flandria                       |
| 1969  | Emiliano Dionísio        | Sporting Clube de Portugal     |
| 1970  | Joaquim Leite            | FC Porto                       |
| 1971  | Fernando Mendes          | Benfica                        |
| 1972  | Fernando Mendes          | Benfica                        |
| 1973  | Fernando Mendes          | Benfica                        |
| 1974  | Leonel Miranda           | Sporting Clube de Portugal     |
| 1975  | Fernando Vieira          | Benfica                        |
| 1976  | Venceslau Fernandes      | Sangalhos                      |
| 1977  | Flávio Henriques         | Sangalhos                      |
| 1978  | José Luís Pacheco        | [Lusotex                       |
| 1979  | Manuel Gonçalves         | Loulé                          |
| 1980  | Alexandre Ruas           | Coelima                        |
| 1981  | José Amaro               | FC Porto                       |
| 1982* | Alexandre Ruas           | Lousa-Trinaranjus              |
| 1983  | Marco Chagas             | Mako-Jeans                     |
| 1984  | Alexandre Ruas           | FC Porto                       |
| 1985  | Vitor Rodrigues          | Bombarralense                  |
| 1986  | Carlos Santos            | Lousa                          |
| 1987  | Américo Neves da Silva   | Sporting Clube de Portugal     |
| 1988  | José Xavier              | Louletano                      |
| 1989  | Fernando Valente         | Torreense                      |
| 1990  | Joaquim Adrego Andrade   | Torreense                      |
| 1991  | Paulo Pinto              | Campocarne                     |
| 1992  | Oleg Logvine             | Feirense                       |
| 1993  | Rui Bela                 | W52 Quintanilha                |
| 1994  | Paulo Ferreira           | Sicasal-Acral                  |
| 1995  | Jorge Henriques          | Atum Bom Petisco-Tavira        |
| 1996  | Cássio Freitas           | Recer-Boavista                 |
| 1997  | Cândido Barbosa          | Maia-Jumbo-Cin                 |
| 1998  | Atanas Petrov            | Gresco-Tavira-Progecer         |
| 1999  | Quintino Rodrigues       | Benfica                        |
| 2000  | Melchor Mauri            | Benfica                        |
| 2001  | Unai Yus                 | Cantanhede-Marques de Marialva |
| 2002  | Carvalhelhos-Boavista    | (Seulement par équipes)        |
| 2003  | Pedro Soeiro             | Carvalhelhos-Boavista          |
| 2004  | Pedro Soeiro             | Carvalhelhos-Boavista          |

* L'édition 1982 a été interrompue par une manifestation à Alcobaça ; le coureur en tête à l'issue de la portion Porto - Coimbra a été déclaré vainqueur.